# Лондонский парад победы (1919)

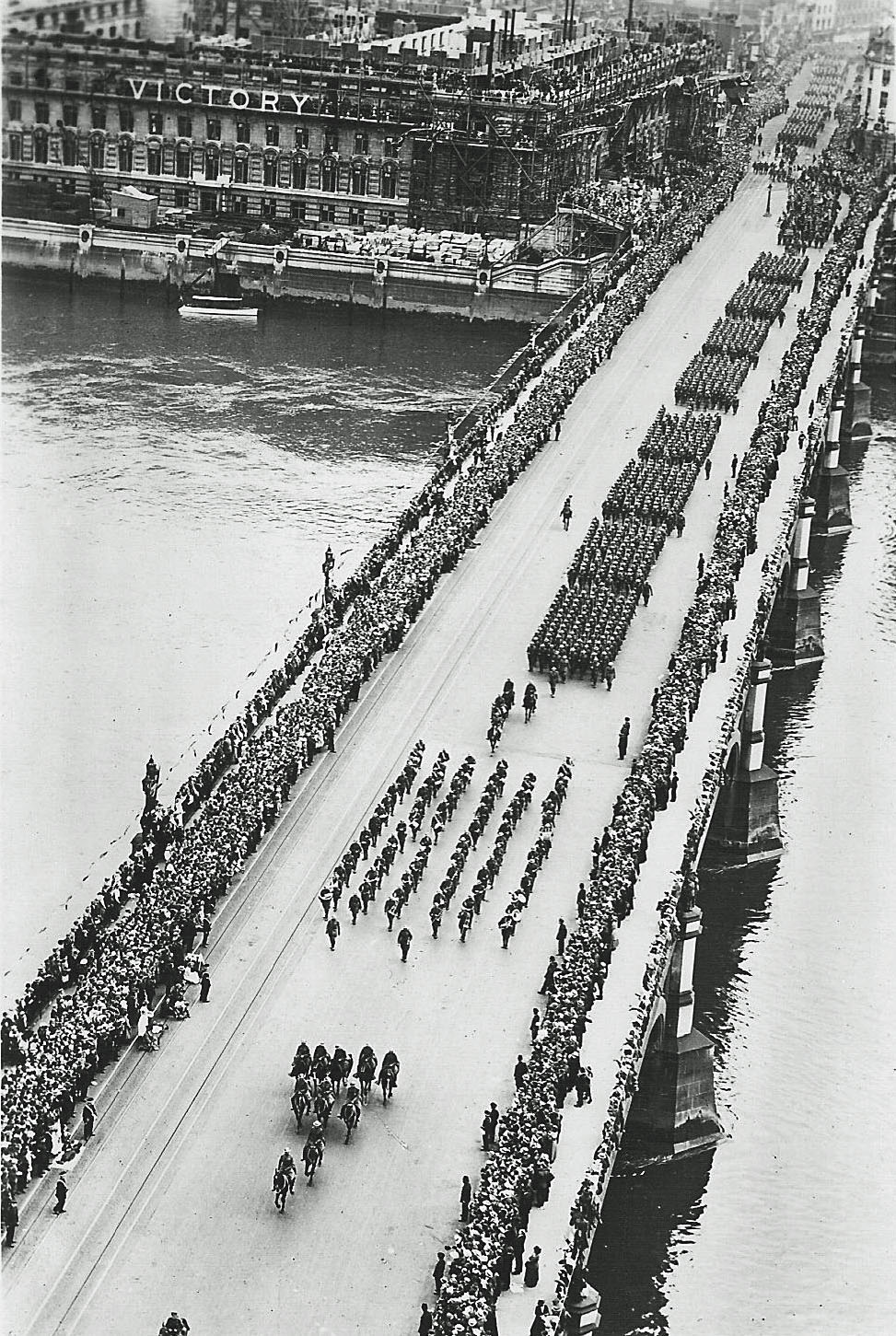
Движение колонн по Вестминстерском мосту.

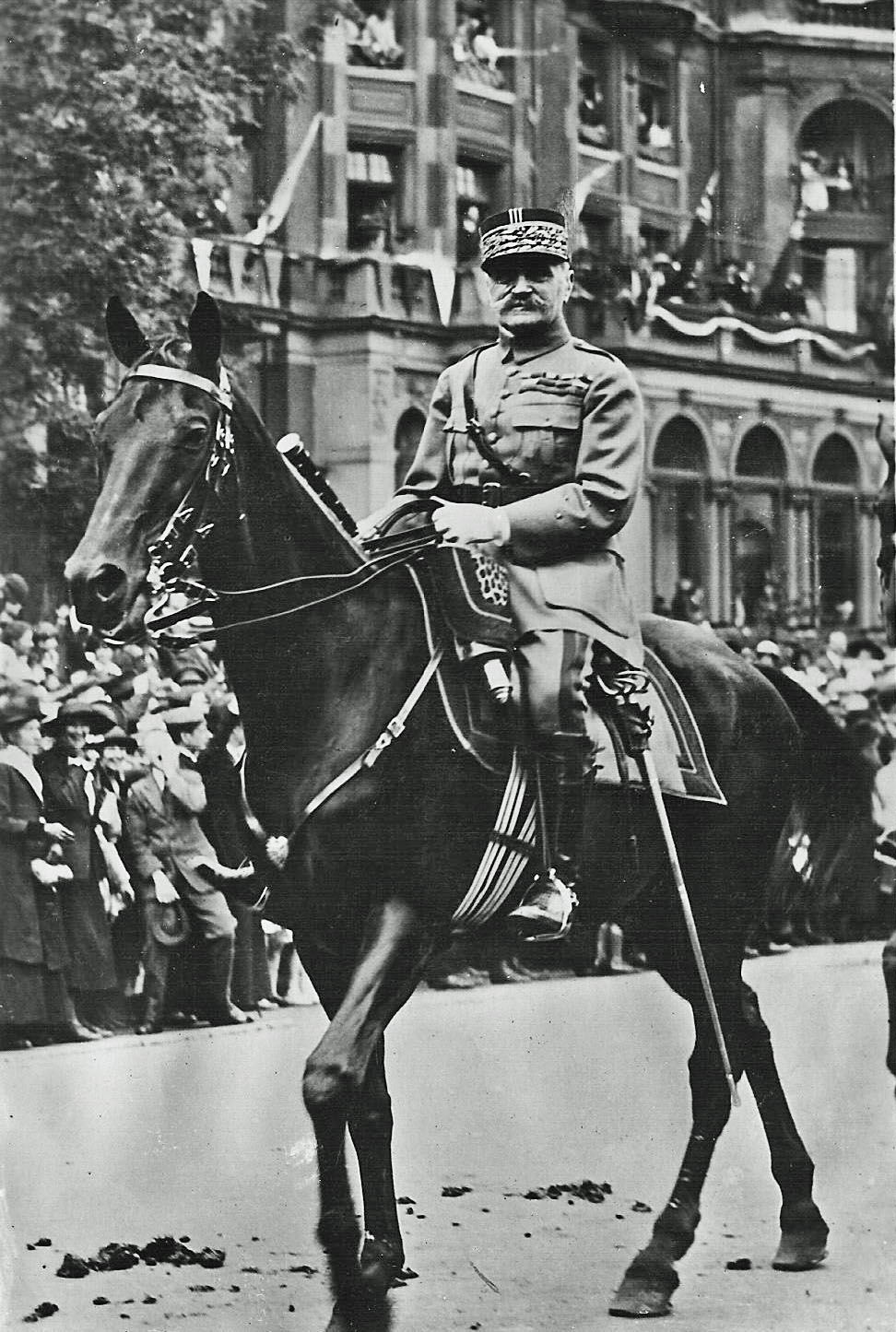
Маршал Фош в парадной колонне

Лондонский парад победы 1919 года — британский парад, состоявшийся 19 июля 1919 года в честь окончания Первой мировой войны и победы Антанты. В параде принимали участие Джон Першинг, Уинстон Черчилль, Дуглас Хейг и т. д.
Планирование парада началось весной 1919 года, когда ещё продолжалась Парижская мирная конференция и было неизвестно, когда будет подписана капитуляция Германии. Планирование было поручено специально созданному при военном кабинете комитету во главе с лордом Керзоном. Этот деятель был известен как успешный организатор масштабных празднеств, в особенности Имперского дарбара 1903 года. Первоначальные планы включали четыре дня празднеств в августе, однако после подписания Версальского договора 28 июня король Георг V настоял на более ранних сроках. В итоге благодарственные молебны были назначены уже на воскресенье 6 июля, а военный парад — на субботу 19 июля. Последний должен был включать торжественный проход британских войск и американского военного контингента, а также прохождение гребных и паровых судов по Темзе.
Объявление о запланированном параде вызвало критику ряда ветеранских организаций (в частности, Национальная федерация отставных и демобилизованных моряков заявила, что правительство вместо парадов должно заниматься трудоустройством фронтовиков и повышением пенсий и пособий), но в целом было положительно воспринято британцами. Для парада был отведён 7-мильный маршрут. Он начинался от ворот Альберта в Гайд-парке, пересекал Темзу в южном направлении и продолжался вдоль её южного берега до Вестминстерского моста. После этого маршрут вновь пересекал реку, проходил рядом со зданиями парламента и Биг-Беном и сворачивал дальше на север к Уайтхоллу и Трафальгарской площади. Пройдя по Мэлл, мимо Мемориала Виктории, где его должен был приветствовать король со свитой, путь следования парада затем направлялся вдоль Конститьюшн-хилл и заканчивался снова в Гайд-парке. Керзон сконцентрировал внимание торжеств на вкладе в победу простых военнослужащих. К моменту проведения парада по проекту архитектора Эдвина Лаченса был возведён временный кенотаф (на следующий год заменённый постоянным каменным), для инвалидов войны, неспособных принять участие в параде, были выделены специальные места в передних зрительских рядах вдоль его маршрута, а значительная часть мест на Конститьюшн-хилл зарезервирована для вдов и сирот погибших солдат.
В параде приняли участие около 20 тысяч военнослужащих обоих полов, продолжительность прохождения которых в каждой точке маршрута превышала два часа. Зрители начали занимать места уже в 3 часа ночи, но шествие началось в 10 часов утра. Во главе колонны верхом двигался американский генерал Першинг со своим штабом; за американскими частями следовали военнослужащие бельгийской армии, китайские и чехословацкие подразделения. Далее в колонне двигались французские лансьеры, за которыми, также верхом, ехал маршал Фош. Колонну продолжали греческие, итальянские, японские, польские, португальские, румынские, сербские и сиамские военнослужащие. Замыкали колонну британские войска. Первыми в этой части парада шли военные моряки, служащие Женской вспомогательной службы ВМС и моряки торгового флота под предводительством адмирала Битти. Колонну сухопутных войск возглавлял фельдмаршал Хейг с рядом подчинённых ему генералов, в ней были представлены все рода и виды войск, включая полевую артиллерию. В колонну входили также представители доминионов, Трудовой армии, полевого медицинского персонала и военных капелланов, а замыкали её военнослужащие Королевских ВВС.
Парад сопровождался праздничными мероприятиями в других районах Лондона и по всей стране, в число которых входили ночной фейерверк из 84 залпов в столице и цепь праздничных костров «от Английского канала до Кромарти-Ферт».